# Uetendorfer Allmend
Die Uetendorfer Allmend ist ein Ortsteil von Uetendorf im Schweizer Kanton Bern.

## Lage
Die Allmend liegt zwischen Uetendorf und Heimberg, etwa fünf Kilometer nordwestlich von Thun. Die Allmend befand sich früher mitten im Sumpfgebiet der Kander und wurde vor dem Kanderdurchstich zu Beginn des 18. Jahrhunderts ständig überschwemmt. Dadurch war sie für lange Zeit weitgehend unbewohnbar.
Bis weit in das 20. Jahrhundert hinein wohnten auf der Allmend nur eine kleine Anzahl Bauern. Während des grossen Baubooms in den 1950er Jahren wurde aber die Allmend immer urbaner und Wohnhäuser und Industriegebäude entstanden.
Seit 1901 führt die Gürbetalbahn durch die Allmend, die seit den 1970er Jahren eine eigene Haltestelle besitzt. Im Jahr 2020/21 wurde die Linie zwischen Thun-Lerchenfeld und Uetendorf auf Doppelspur ausgebaut und die Haltestelle Uetendorf-Allmend modernisiert.
Die Uetendorfer Allmend ist seit 1972 Standort der Abwasserreinigungsanlage (ARA) Thunersee. 37 Gemeinden sind an die ARA Thunersee angeschlossen. Nach dem Reinigungsprozess wird das behandelte Abwasser in die Aare eingeleitet.